# Asquins
Asquins è un comune francese di 334 abitanti situato nel dipartimento della Yonne nella regione della Borgogna-Franca Contea. 
È il punto di partenza di uno dei quattro principali cammini di Santiago di Compostela e la sua chiesa di San Giacomo il Maggiore è elencata nel Patrimonio dell'umanità, tra l'insieme dei « Cammini di San Giacomo di Compostela in Francia ».

## Società

### Evoluzione demografica
Abitanti censiti